# Ego Brønnum-Jacobsen
Ego Brønnum-Jacobsen (24. marts 1905 i København – 25. marts 1978 på Frederiksberg) var en dansk skuespiller.
Han debuterede i 1924 på Scala, arbejdede på Odense Teater 1927-1932 og igen 1936-1941. I sidstnævnte periode var han tillige teatrets pressesekretær.
Han blev siden engageret til Det ny Teater, Dansk Skolescene og Folketeatret.
Efter 2. verdenskrig optrådte han en del år som klovn i udenlandske cirkusarenaer.
Fra 1960 var han ansat ved Det Kongelige Teaters regissørkontor.

## Filmografi i udvalg
- Københavnere – 1933
- Week-End – 1935
- Giftes-nej tak – 1936
- Plat eller krone – 1937
- Balletten danser – 1938
- Natekspressen (P. 903) – 1942
- Baby på eventyr – 1942
- Vi kunne ha' det så rart – 1942
- Ta' briller på – 1942
- Moster fra Mols – 1943
- De tre skolekammerater – 1944
- En ny dag gryer – 1945
- Op med lille Martha – 1946
- Far betaler – 1946
- De pokkers unger – 1947
- Lykke på rejsen – 1947
- Op og ned langs kysten – 1950
- Lynfotografen – 1950
- Dorte – 1951
- Unge piger forsvinder i København – 1951
- Mød mig på Cassiopeia – 1951
- Hejrenæs – 1953
- Det er så yndigt at følges ad – 1954
- Bruden fra Dragstrup – 1955
- Kristiane af Marstal – 1956
- Mig og min familie – 1957
- Lån mig din kone – 1957
- Mariannes bryllup – 1958
- Vi er allesammen tossede – 1959
- Tre må man være – 1959
- Paw – 1959
- Helle for Helene – 1959
- Panik i paradis – 1960
- Soldaterkammerater på efterårsmanøvre – 1961
- Een blandt mange – 1961
- Mine tossede drenge – 1961
- Komtessen – 1961
- Landsbylægen – 1961
- Mig og min lillebror – 1967
- Olsen-banden – 1968
- Rektor på sengekanten – 1972